# Уэймут, Тина
Мартина Мишель Уэймут (англ. Martina Michèle Weymouth; род. 22 ноября 1950) — американская певица, музыкант и автор песен, наиболее известная как соосновательница и басистка нововолновой группы Talking Heads, а также её побочного проекта Tom Tom Club, который она соосновала вместе со своим мужем и барабанщиком Talking Heads Крисом Францем. В 2002 году была введена в Зал славы рок-н-ролла как участница Talking Heads. Журнал Rolling Stone поместил её на 29-е место в списке величайших басистов всех времен.

## Talking Heads
Будучи студенткой в школе дизайна Род Айленда, она познакомилась с Крисом Францем и Дэвидом Бирном, впоследствии они основали группы и искали бас-гитариста. По просьбе Франца она присоединилась к ним и начала учиться играть на басу.

## Личная жизнь
Уэймут и Крис Франц поженились в 1977 году. В настоящий момент они проживают в Фэрфилд, Коннектикут, у них есть двое сыновей. Её племянница Катерина Уэймут была издателем The Washington Post.

## Доп. ссылки
- Tom Tom Club